# Stará Voda, Hradec Králové
Stará Voda là một làng thuộc huyện Hradec Králové, vùng Královéhradecký, Cộng hòa Séc.